# Heidelbergs spårvägar
Heidelbergs spårvägar (tyska: Straßenbahn Heidelberg) är en spårväg i staden Heidelberg i Tyskland.
Den första linjen var en hästspårväg, mellan järnvägsstationen och Marktplatz, som invigdes den 13 maj 1885. Året efter hade linjenätet utökats till 3,7 kilometer. Vid nedläggningen 1902 hade hästspårvägen 10 öppna och 14 slutna vagnar i drift samt 40 anställda och 45 hästar. Man transporterade totalt 1,6 miljoner passagerare.
Den sista hästspårvagnen avgick den 6 oktober 1902, och dagen efter togs den elektriska spårvägen i drift. En hästspårvagn har bevarats och är utställd på Hannoversches Strassenbahn-Museum.
År 1905 övertog staden Heidelberg den 13 kilometer långa elektriska spårvägen mellan Heidelberg och Wiesloch, som ett tyskt järnvägsbolag hade grundat 1901, och hyrde ut den till spårvägsbolaget HSB. Staden överförde senare alla sina spårvägar till HSB, och 1939 var linjenätet 41,9 kilometer långt. På 1970-talet lades flera linjer ner till fördel för busslinjer, och spåren i centrum revs upp.
År 1987 började man att förlänga linjenätet och anlägga nya hållplatser. Från 1998 till 2013 utökade man vagnparken med totalt 16 moderna låggolvsvagntåg av typ Variobahn med energiåtervinning, som komplement till 22 äldre vagntåg från Duewag.
Från 2009 ingår spårvägen i Verkehrsverbund Rhein-Neckar.